# Княжа гора
Кня́жа гора́ — пагорб Канівських гір поблизу м. Канів (Черкаська область). Має вигляд уступу на правому березі Дніпра висотою 221,2 м. Гора розташована на території Канівського природного заповідника після Тарасової та Мар'їної гори в одному кілометрі від села Пекарі  .
На горі збереглися залишки давньоруського городища 10–13 ст., яке історики ототожнюють з літописним «градом» Родень, що згадується в «Повісті временних літ» у статті про події 980. Городище мало дві укріплені частини, від яких збереглися залишки валів і ровів. У дитинці вздовж стін розміщувалися житлові (понад 30) і господарські споруди. Імовірно, була й дерев'яна церква..
Розкопки Роденя провадили серед інших Микола Біляшівський (1891) і у 1958-65 експедиція Київського університету